# Бур Сен Кристоф
Бур Сен Кристоф (фр. Bourg-Saint-Christophe) насеље је и општина у источној Француској у региону Рона-Алпи, у департману Ен (Рона-Алпи) која припада префектури Бурж ан Брес.
По подацима из 2011. године у општини је живело 1201 становника, а густина насељености је износила 133,74 становника/km². Општина се простире на површини од 8,98 km². Налази се на средњој надморској висини од 209 метара.

## Демографија
| 1962. | 1968. | 1975. | 1982. | 1990. | 2011. |
| ----- | ----- | ----- | ----- | ----- | ----- |
| 447   | 507   | 515   | 659   | 716   | 1.201 |

График промене броја становника у току последњих година